# Onobrychis gypsicola
Onobrychis gypsicola är en ärtväxtart som beskrevs av Karl Heinz Rechinger. Onobrychis gypsicola ingår i släktet esparsetter, och familjen ärtväxter. Inga underarter finns listade i Catalogue of Life.